# Aloysianum Opladen

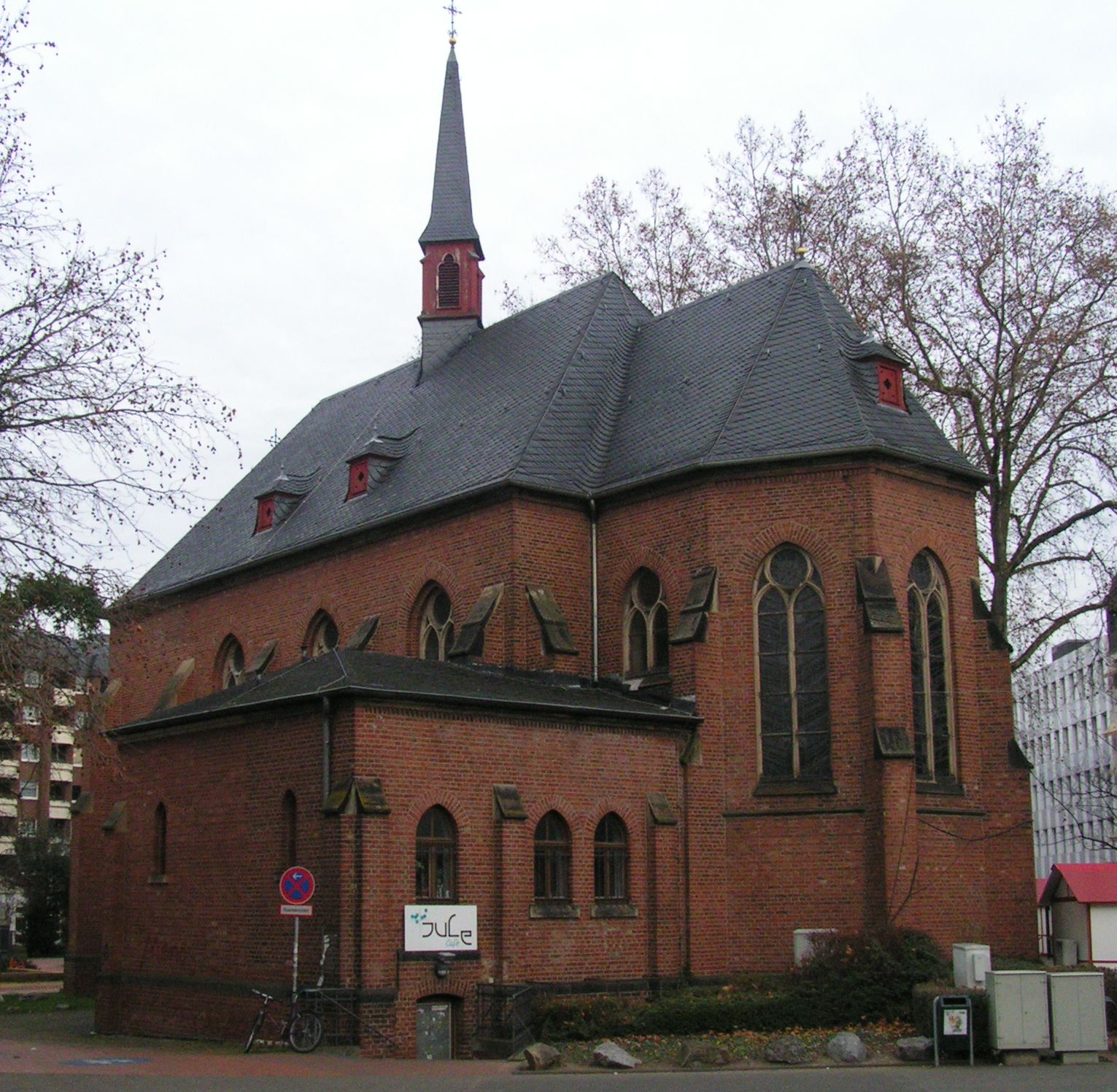
Die Aloysiuskapelle, ehemalige Schulkapelle und letzter Überrest des Erzbischöflichen Aloysianums

Das Erzbischöfliche Aloysianum war ein katholisches Gymnasium in Opladen (heute Stadtteil von Leverkusen), das von 1850 bis 1938 existierte. Träger war das Erzbistum Köln. Das ehemalige Schulgebäude wurde darüber hinaus bis 1974 als Opladener Rathaus genutzt.

## Geschichte

### Gründung und Schulbetrieb

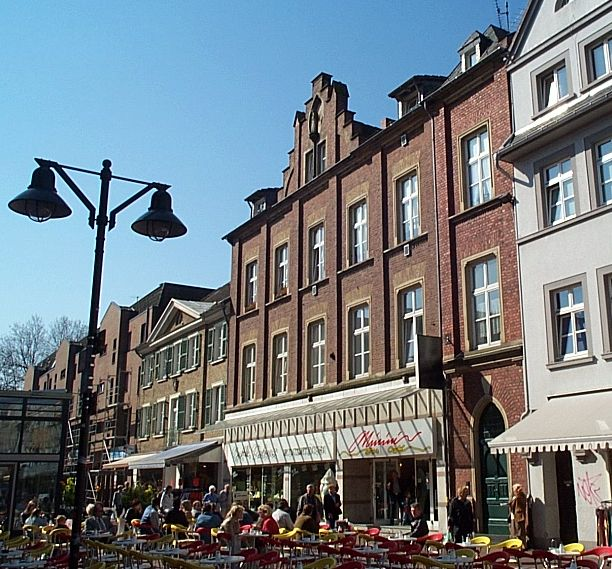
Schul- und Internatsgebäude bis 1907

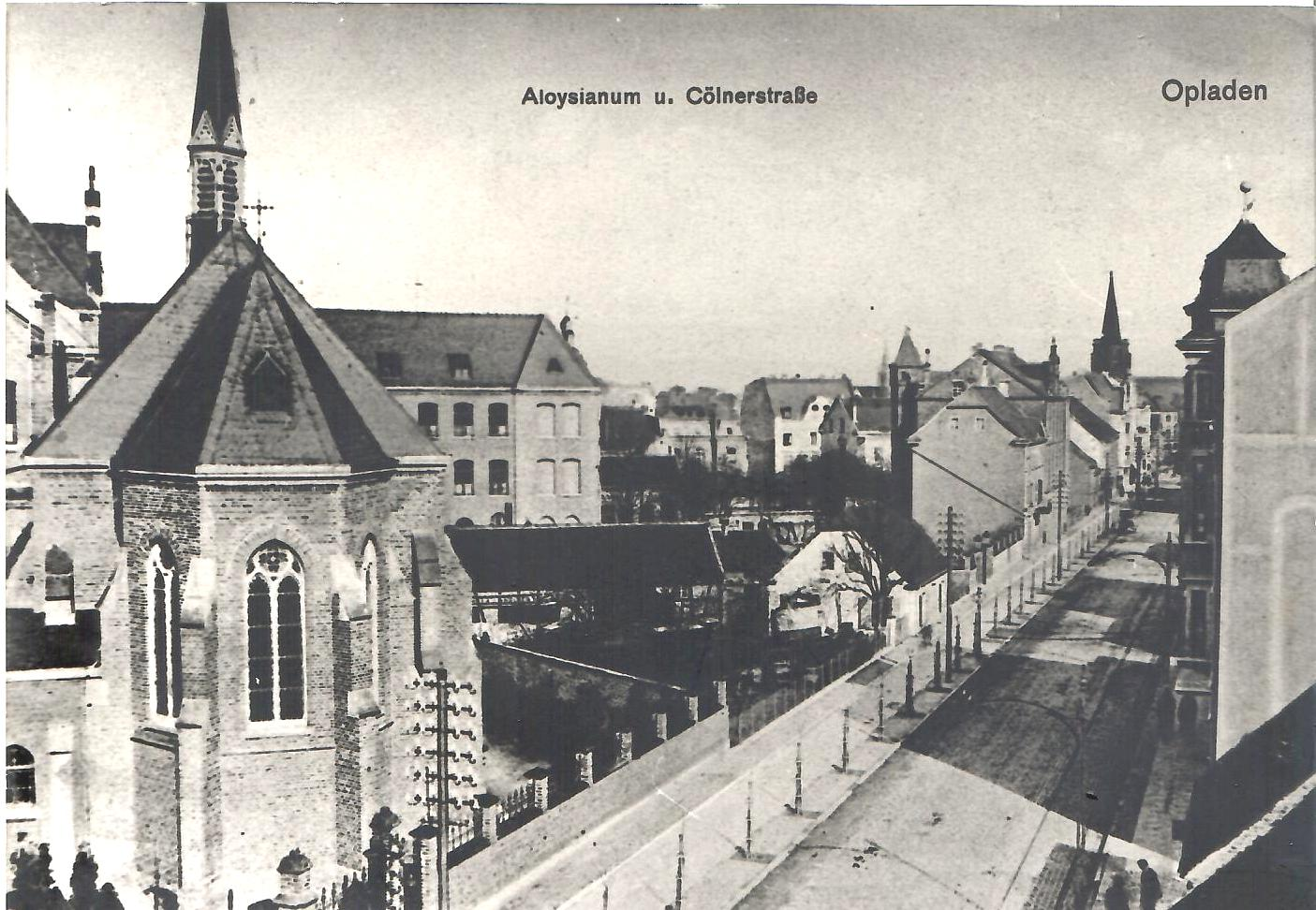
St. Aloysius, Aloysianum und Cölner Straße (undatierte Postkarte, ca. 1930?)

Die zunächst noch namenlose höhere Schule wurde 1850 vom damaligen Opladener Pfarrer und Dechanten des Dekanats Solingen Stephan Josef Krey gegründet. Zunächst wurden zwei heute noch existierende Gebäude in der Nähe des späteren Standorts als Schul- und Internatgebäude genutzt. 1867 ging die Trägerschaft an den erzbischöflichen Stuhl in Köln über; seitdem trug die Schule den Namen Erzbischöfliches Aloysianum.
1907 wurde am damaligen Stadtrand ein neues Schulgebäude errichtet, das das Opladener Stadtbild über Jahrzehnte prägte. Der repräsentative rote Ziegelbau wurde 1908 geweiht.
1923 wurde die Schule zum Vollgymnasium, so dass die Schüler dort auch ihre Reifeprüfung ablegen konnten. Ihr Einzugsgebiet reichte bis weit ins Opladener Umland. Auch evangelische und jüdische Schüler wurden unterrichtet.

### 1933–1938
1935 verbot der Schulleiter Peter Neuenheuser seinen Schülern die Teilnahme an einer antikirchlichen HJ-Veranstaltung. Daraufhin wurde er unter entwürdigenden Umständen in die sogenannte Schutzhaft genommen, was im katholisch geprägten Opladen zu Unmut unter Teilen der Bevölkerung führte. Neuenheuser wurde seines Amtes enthoben und musste Opladen 1937 verlassen. Die Schule durfte nur noch diejenigen Schüler aufnehmen, die an staatlichen Schulen nicht unterkommen konnten,  und wurde 1938 endgültig geschlossen. Die Schüler wurden zwangsweise an andere Schulen versetzt, größtenteils zur städtischen Adolf-Hitler-Oberschule.
Der Opladener Pfarrer Hermann Milde nahm die Schule bei einer Elternversammlung anlässlich der Schließung gegen staatliche Anfeindungen in Schutz. Daraufhin wurde er aus dem Regierungsbezirk ausgewiesen.

### Weitere Nutzung des Gebäudes
Der gesamte Schulkomplex wurde ab 1939 an die Stadt Opladen vermietet und als Rathaus sowie als Berufsschule genutzt, da das bisherige Rathaus, die Villa Römer, zu klein wurde. 1954 kaufte die Stadt das Anwesen.
Die ehemalige Kapelle des Aloysianums wurde von 1945 bis 1957 als Kirche der neu gegründeten Gemeinde St. Elisabeth genutzt.
In den 1950er Jahren wurden auf dem ehemaligen Schulhof vor dem Gebäude eine Reihe von Geschäftspavillons errichtet. Die Stadt Opladen plante seit den 1960er Jahren eine Neugestaltung des Rathausgeländes in Form eines Einkaufszentrums. Als Ersatz wurde ab 1973 ein neues Rathaus auf dem Konrad-Adenauer-Platz errichtet.

### Abriss und Nachnutzung des Geländes
1975, nach dem Zusammenschluss Opladens mit Leverkusen, wurde das Gebäude abgerissen. Nur die ehemalige Kapelle blieb erhalten. Sie wird seit 1995 als eine der ersten Jugendkirchen genutzt. Während einer jahrelangen Diskussion über die Weiternutzung des Geländes diente es zunächst als Parkplatz. 1984 wurde dort schließlich ein Altenheim errichtet.

## Ehemalige Schüler
- Wolfgang Obladen, Oberbürgermeister von Leverkusen

## Lehrkräfte
- Peter Neuenheuser, Geistlicher, Schulleiter 1913 bis 1938, verfolgt durch das NS-Regime